# Scyliorhinus boa
Espèce
Répartition géographique
Statut de conservation UICN

 LC  : Préoccupation mineure
Scyliorhinus boa est une espèce de requins.